# パワーレンジャー・ロスト・ギャラクシー
『パワーレンジャー・ロスト・ギャラクシー』（Power Rangers: Lost Galaxy）は、アメリカ合衆国のテレビドラマ。日本の特撮テレビドラマシリーズ「スーパー戦隊シリーズ」の英語版ローカライズ作品「パワーレンジャーシリーズ」の第7シーズン、第5作目である。今作は1998年に放送された『星獣戦隊ギンガマン』がベースとなっている。
1999年2月6日から同年12月18日までフォックス放送内のFox Kidsで放送された。日本においては、スーパーチャンネルにて2001年9月2日から2002年7月14日まで放送された。全45話。

## 概要
この作品から主要人物も毎年変わるようになる。前作『パワーレンジャー・イン・スペース』の好評を受けてSF路線が続くことになり、それに原作『星獣戦隊ギンガマン』のファンタジー要素を組み込んでいる。移動型スペースコロニーで新天地を目指すというストーリーは共同プロデューサーの坂本浩一が提案したものが採用されており、彼は自身が子供のころに愛好していたアニメ『機動戦士ガンダム』と『宇宙戦艦ヤマト』を組み合わせたような物語となったと述べている。
大部分がアメリカオリジナルの設定だが、シリーズ前半のストーリーは原作に準じており、坂本は「ストーリーは原作を元にスケールを広げた。原作に物語を近づけることでコスチュームや武器のデザインがストーリーにマッチするようになった」と述べている。この特品から前作のパワーレンジャーとの共演が行われるようになり、一部の作品を除いて恒例となった。
サバン側から東映に「監督を貸して欲しい」と要望があり、原作の監督を務めた田﨑竜太が監督に参加した。これには日本のノウハウをアメリカに取り込みたいという意向があり、田﨑はプロデューサーに「日本式でやって欲しい」と頼まれたと述べている。
本来、アメリカでは監督が編集したディレクターズ・カット版を基にプロデューサーが編集したファイナル・カット版の映像が放送に使われるが、田﨑は「監督が責任を持つのが日本のやり方」として、「（プロデューサーが）気に入らない部分があったら直すから」と頼み、彼の担当話のみディレクターズ・カット版の映像が放送されている。
田﨑の参加によって日本式の撮影のノウハウがアメリカに伝わり、これまで養われてきたアメリカ式と香港式が合わさった撮影法にさらに日本式の方式が組み合わされた撮影法が、パワーレンジャーの撮影現場に使われるようになる。
1998年11月にストーリアークが作成されたが、この時点で『ギンガマン』の映像は殆どアメリカに送られておらず、限られた映像と資料を基に1年分のストーリーの基本案を構成しなければならなかった。脚本家のジャッキー・マーチャンドは、「東映はこちらに素材を送る事を優先してはいなかった」と述べている。
本作品の展開時期、アメリカではパワープレイバックOTOと称して初期シリーズの玩具の再発売や再放送が行われており、再放送は2か月程度で打ち切られたが、玩具展開は翌年まで続いた。
日本語版の声優には、スーパー戦隊シリーズに出演した俳優が起用されている。

## ストーリー
伝説のギャラクシーサーベルが眠るミリノイ星が宇宙昆虫軍団に襲われた。
レオ、カイ、デーモン、ケンドリックスの4人の地球人たちとミリノイ星のマヤはギャラクシーサーベルを手にしたことでギャラクシーパワーレンジャーとなり、民たちが石化してしまったミリノイ星から脱出。地球で開発されたスペースコロニー型宇宙船テラ・ベンチャーに乗り込み、ギャラクシービーストの協力を得ながら、宇宙昆虫軍団と戦い、新天地を目指す旅を続けていく。
戦いの中、レオの兄・マイクがマグナ・ガーディアンの遺志と力を受け継ぎ、ケンドリックスの遺志と力はカローンに受け継がれた。
テラ・ベンチャーは宇宙海賊が支配する異次元宇宙ロスト・ギャラクシーに迷い込み、現地の宇宙海賊と戦うことになる。ロスト・ギャラクシーからの脱出に成功するがマイクのパワーは失われ、ギャラクシービーストも当初の5体以外は散ってしまった。さらに度重なる戦いとロスト・ギャラクシー脱出の負荷でテラ・ベンチャーは限界を迎えて航行不能になってしまう。全クルーは近隣の星に脱出していき、その間にパワーレンジャーは宇宙昆虫軍団の最終決戦に勝利する。
戦いが終わった後、クルーが避難した星はミリノイ星であることが判明。戦い終えたことでギャラクシーサーベルを元に戻すと石化していたミリノイ星の民たちは元に戻り、ケンドリックスも復活を果たす。こうして、ミリノイ星から始まった戦いを終わりを迎えたのだった。

## 登場人物

### パワーレンジャー・ロスト・ギャラクシー
通称：ギャラクシーレンジャー
レオ・コービット/レッドレンジャー（ギンガレッド）
リーダー。マイクの弟。本来はテラ・ベンチャーのメインクルーには選ばれなかったが、帰る途中で出会った老婆の言葉により密航を決意し、GSAの訓練に紛れ込むことでテラ・ベンチャーに潜入した。兄からギャラクシーサーベルを引き継いでレッドレンジャーとなる。アンドロスと出会った際には、過去にスペースレンジャーの戦いを見たことがあると語っている。
デーモン・ヘンダーソン/グリーンレンジャー（ギンガグリーン）
サブリーダー。メカニック担当。元はメガシップ博物館のメカニックであり、ミリノイ星に向かうためにメガシップを起動させようとするカイと出会い、無理を承知で起動を手伝った。腕は確かであり、テラ・ベンチャーのチーフメカニックになったこともあるが、デスクワークを嫌って辞退した。「だっての」が口癖。
カイ・チェン/ブルーレンジャー（ギンガブルー）
テラ・ベンチャーのメインクルー。軍人一家の出で生真面目な性格。料理が得意。マヤの救援要請に応じてミリノイ星に向かうマイクたちを止めようとするが4人はワープ空間を通って行ってしまう。一人残った彼は、司令官の「仲間を見捨てるな」という言葉を思い出し、自分が間違っていたと考え、マイクたちを助けるために博物館となっていたメガシップを起動させてミリノイ星に向かっていった。最初はレオに対抗意識を持っていたが打ち解けていく。
マヤ/イエローレンジャー（ギンガイエロー）
ミリノイ星の少女。動物の声を理解することができる。一人称はマヤ。ミリノイ星がスコーピウス軍に攻撃された際、月にワープし、出会ったレオたちに助けを求める。ミリノイ星が石化した後は、テラ・ベンチャーに身を寄せるが、ミリノイ星と地球の文化の違いにより、仲間とトラブルを起こすこともあった。戦いが終わった後、故郷も復活を果たす。
ケンドリックス・モーガン/ピンクレンジャー（ギンガピンク）
テラ・ベンチャーのメインクルー。頭が良く、ギャラクシーブックの翻訳などをしていた。女優のキャロル・ピケッツと瓜二つの容姿をしている。
サイコピンクとの戦いで暴走したサベージ・ソードを叩き折ったが、その際に放たれたエネルギーで肉体が消滅するが、彼女の魂は形見のサーベルに宿り、カローンを後継者へと選んだ。ミリノイ星復活の影響で自身も復活を果たす。
- ケンドリックスがシリーズの途中で死亡したのは演者のバレリー・ヴァーノンが白血病の治療で降板せざるをえなくなったため。

カローン/2代目ピンクレンジャー（ギンガピンク）
アンドロス（スペース・レッドレンジャー）の妹。アストロネマ時代の罪滅ぼしのため、行方不明になったケンドリックスのサーベルをオニックス星の競売所から盗み出し、レオたちに届けようとしていたが、戦いの中でケンドリックスの後を継いでピンクレンジャーになる。かつて、アストロネマとして自分が行った悪行を悔やんでいたが、過去の自分と決別することに成功した。
マイク・コービット/2代目マグナ・ガーディアン（黒騎士ヒュウガ）
レオの兄。テラ・ベンチャーのメインクルー。レッドレンジャーのサーベルを引き抜くが、ミリノイ星を脱出する際に、弟にサーベルを託して地割れの中へ落ちてしまう。落ちた先に封印されていたマグナ・ガーディアンに取り込まれ、取り込まれてからも彼の心は復讐に燃えるマグナ・ガーディアンに正義の心を取り戻すように説得し、彼の心を揺さぶった。彼の死と共に解放されて復活したと同時にマグナ・ガーディアンの魂からサーベルを託され、新たなマグナ・ガーディアンとなった。
終盤でバウンティに囚われた人々を救うために正体を知られていないことを利用して、わざと捕まり、人々を解放することに成功。バウンティの攻撃を受けて倒れてしまうも、初代マグナ・ガーディアンの激励で立ち上がり、ロスト・ギャラクシーから脱出しようとするテラベンチャーを救うため、マグナブルゾードの力で閉じかけた異次元トンネルをこじ開ける。これにより、パワーを失ってしまうが、初代マグナ・ガーディアンに称えられる。以降はテラ・ベンチャーのメインクルーに専念した。

### 協力者
マグナ・ガーディアン（黒騎士ブルブラック）
過去にスコーピウスに故郷を滅ぼされ、息子のゼータを殺された過去を持つ。3000年前に「オリオンの光」を放ち、力を消耗していた所をシントーに襲撃され、大地の裂け目に落ちて封印されていた。その後、たまたま落ちてきたマイクを取り込み復活。息子の復讐を遂げるためには手段を選ばず、時にはパワーレンジャーとも戦った。息子の魂に諭され、正義の心が残っていたことを知り、テラベンチャー爆発を自分を犠牲にして食い止めた。その後、魂として息子とともにマイクの元へ現れ、彼にマグナ・ガーディアンの力を託した。その後、バウンティの攻撃で倒れたマイクを励まし立ち上がらせ、パワーを失ったマイクの前に現れ、命がけでテラベンチャーを救った彼を称えた。本来の海外名称は「マグナ・ディフェンダー」。
ゼータ（クランツ）
マグナ・ガーディアンの息子。かつての戦いでスコーピウスから父を救おうとし、返り討ちにあって殺された。死後、復讐に燃えるマグナ・ガーディアンの前に現れ、彼に正義の心が残っていると諭した。本来の海外名称は「ゼーカ」。
アルファ6
前作より引き続いての登場。メガシップ博物館の案内役をしていた。本作品でもレンジャーたちのサポートを担当。
ディナ
前作より引き続いての登場。メガシップの特攻で彼女も宇宙の藻屑となった。
ジェラ
ミリノイ星の長老。星の民にギャラクシーサーベルの伝説を聞かせていた。サーベルが奪われ、激怒したフリオにより星ごと石化されてしまったが、最終回で復活する。
アンドロス/レッドスペースレンジャー
カルロス・ヴァラーツ/ブラックスペースレンジャー
セオドア・ジェイ・ジャービス・ジョンソン/ブルースペースレンジャー
アシュレー・ハモンド/イエロースペースレンジャー
キャシー・チャン/ピンクスペースレンジャー
前作のパワーレンジャー。
- 当初はキャシーが2代目ギャラクシーピンクレンジャーとなることが予定されていたが、ギャラ交渉の失敗から中止となった。

### テラ・ベンチャー関係者
スタントン司令官
テラ・ベンチャーの司令官。一人娘のジョディがいる。仕事が忙しく、娘にあまり構ってやれないことを気にしている。
レニエール総督
テラ・ベンチャーの最高責任者。寛大な性格で、長期にわたり行方不明になっていたマイクの職務復帰を許した。
ジャスパー
GSA警備隊員。レニエール総督の護衛などをしている。
バルクとフェノーメナス博士
前作から引き続いての登場。科学研究室で働いていたが解雇され、共にハンバーガー屋を経営している。バルクの相棒のスカルは寝坊してテラ・ベンチャーに乗り遅れてしまい、地球に残ることになった。

### 敵

#### 宇宙昆虫軍団
ギャラクシービーストを捕え、ギャラクシーサーベルを狙う悪の一団で、昆虫のような外見の者が多い。初期は巨大化するための薬を飲むことで巨大化していたが、中盤以降は自力で巨大化している。映画『スターシップ・トゥルーパーズ』で悪役は宇宙昆虫と設定された。
スコーピウス
悪の軍団の支配者で、イモムシとサソリを足したような外見をしている。冷酷な性格だが、娘には甘い。デビオットにトラキーナがパワーレンジャーに囚われていると騙され、レンジャーたちと戦って死亡した。
- 皮膚の描写は『スターシップ・トゥルーパーズ』のブレイン・バグの影響。

トラキーナ
スコーピウスの娘。我侭な性格で、戦闘能力も皆無に等しかったが、中盤で父親から繭に入れられ、虫のような姿にされることを拒み、船から逃亡している途中でビラマックスと出会い、彼に剣術を鍛えられ、見違えるほどに強くなるが、その直後に父親の死に直面し、父の後を継ぎ軍団の新たな支配者となった。終盤でスコーピウスの繭にデビオットとともに飛び込んだ際にデビオットを吸収するが、精神に異常をきたしてしまう。デビオットを吸収した後は右腕に彼の光線砲が装備されている。すべてのスティング・ウインガーに爆弾を取り付け、手当たり次第にテラベンチャーで自爆させ、それが全滅すると今度は、民間人の乗った脱出艇を破壊しようとするが、アストロメガシップの特攻により失敗。特攻によって傷を負った彼女はスコーピウスの繭に入り、モンスター化。ミリノイ星に脱出した人々を殺すため、テラベンチャーを操作して、ミリノイ星に衝突させようとするが、それを止めんとするレンジャーたちと戦い、レオの至近距離からのレッドアーマード・レーザーで消滅したかと思われたが、『パワーレンジャー・ライトスピード・レスキュー』で生きていたことが判明する。
フリオ
ギャラクシーサーベル奪取を命じられた軍団の参謀。ミリノイ星を襲撃しサーベルを手に入れんとしたが、レンジャーたちに引き抜かれてしまったため、星を石化させた。それ以降もサーベルを奪うためにテラベンチャーを襲うが、悉く失敗。見限られかけたため、オリオンの光を手に入れて汚名を返上しようとするが、それでも失敗続きのため完全に見限られて逃亡した後、レオと戦い自爆した。
- スーツは『電磁戦隊メガレンジャー』のDr.ヒネラー怪人体の改造。

シントー（剣将ブドー）
フリオの後任。スコーピウスの忠実な部下。マグナガーディアンとは3000年前からの宿敵。オリオンの光を手に入れることに成功するが、トラキーナによって濡れ衣を着せられて投獄され、自らの疑いを晴らすために脱獄、パワーレンジャーを倒して忠誠を示そうとし、レオと戦って倒された。後にヘクスバの魔力により他のモンスターたちとともに復活し、マイクと戦って倒された。原語名称は裏切り者を意味する「トリーチロン」。
デビオット（闇商人ビズネラ）
スコーピウスの右腕になりたいと現れた謎の男。その本心はスコーピウスに代わり、宇宙の支配者にならんと企んでいる。右腕の光線砲が武器。スコーピウスを騙し、レンジャーたちと戦わせ、彼が倒れた後はトラキーナの側近となる。ロストギャラクシーへと続く扉を開き、その力で肉体を強化しレンジャーたちと戦うが敗北。死んだと思われたが生きており、その後はキャプテン・バウンティの部下となる。バウンティが倒された後、トラキーナに再び取り入ろうとするが裏切りを見抜かれ処刑されそうになり、抵抗しているうちにスコーピウスの繭にトラキーナ共々飛び込んでしまい、トラキーナに吸収され消滅した。
ビラマックス（銃頭サンバッシュ）
オニックス星の酒場でトラキーナと出会い、彼女を鍛え上げた。自らをトラキーナのナイトと称する。最終決戦でトラキーナのやり方に疑問を抱き、テラ・ベンチャーに赴いた際、逃げ遅れたシンディを救い、彼女に感謝された。このことから、シャトルに乗った民間人を殺すように命じたトラキーナの命令を拒否したために彼女の手で処刑されてしまう。しかし、シンディを初めとした民間人たちを乗せたシャトルはミリノィ星に脱出することに成功したのだった。
アメリカのテレビ番組の規制上、銃ではなく剣を使う。正々堂々とした戦いを好む。
ケグラー（樽学者ブクラテス）
ビラマックスの相棒。スコーピオン・スティンガーのメカニックとなる。
サイコレンジャー
基本的な設定はパワーレンジャー・イン・スペースを参照。かつてスペースレンジャーと戦った悪の戦隊。彼らによってデータカードに封印され、行方不明になっていたが、デビオットがカードを入手し、強化されて復活。ギャラクシーレンジャーとスペースレンジャーの手で再び倒されたが、サイコピンクだけは生き残り、レイション星で2大ピンクと交戦。サベージ・ソードの力でパワーアップし、キャシーのアストロ・モーファーから吸収した力で巨大モンスターに変貌するが、ギャラクシーメガゾードとアストロメガードに倒された。
スティング・ウインガー
虫型の戦闘員で飛行能力を持つ。虫をモンスター化したものである。
- 『スターシップ・トゥルーパーズ』のウォーリアー・バグとホッパー・バグに影響を受けている。

#### 「失われた銀河」の海賊
失われた銀河の支配者。
キャンプテン・バウンティ（ゼイハブ船長）
ロストギャラクシーの支配者。武器は左腕に装備された鍵爪と大砲。迷い込んだ宇宙船の乗組員たちを捕らえて奴隷として使役し、宝石を掘り出していた。冷酷な性格で失敗を許す心はない。ロスト・ギャラクシーを脱出したテラ・ベンチャーを追って通常宇宙に出てくるが、スコーピオン・スティンガーの攻撃を受け、船ごと死亡した。原語名称は「キャプテン・ミューティニー」。
- 5インチのアクションフィギュアが発売されたがシリーズ初期の商品であり、番組に登場した時期には販売が終了していた。これは玩具の開発が番組制作より前に行われるためであり、バンダイのスタッフは原作同様にシリーズを通した悪役として登場することを想定していたとされる。

バーバラックス（破王バットバス）
バウンティの部下。大斧が武器。トラキーナの攻撃によりバウンティ共々死亡した。
ヘクスバ（妖帝イリエス）
バウンティの部下である魔女。高い魔力を持つ。倒されたモンスターたちを蘇らせ、パワーレンジャーを倒さんとするが失敗。モンスターたちのエネルギーを吸収し、パワーアップして巨大化するがギャラクシー・メガゾードのオリオンサーベルを受けて倒された。
スワビー（賊兵ヤートット）
宇宙海賊の戦闘員。剣が武器。

## メカニック
ギャラクシービースト/ギャラクシーゾード（星獣/銀星獣）
巨大な宇宙生物。スコーピウスによって捕われていたが、レンジャーたちに開放され、彼らに力を貸すようになる。ギャラクシークローのエネルギーをうけることでギャラクシーゾードに変化し、ギャラクシーメガゾードに合体する。
ライオン（ギンガレオン）
レッドレンジャーのギャラクシービースト。口から炎を発し、その威力は巨大化したモンスターを倒せるほど。
コンドル（ギンガルコン）
グリーレンジャーのギャラクシービースト。
ゴリラ（ギンガリラ）
ブルーレンジャーのギャラクシービースト。
ウルフ（ギンガベリック）
イエローレンジャーのギャラクシービースト。
ワイルドキャット（ギンガット）
ピンクレンジャーのギャラクシービースト。
ギャラクシーメガゾード（ギンガイオー）
5体のギャラクシービーストが合体した姿。コンドルボーガンが必殺武器。
- 玩具ではダイキャストパーツがプラパーツに変更されている。一部店舗では『星獣戦隊ギンガマン』の「DX超合金 星獣合体ギンガイオー」が日本版のパッケージのまま輸入され、販売されていた。

ギャラクシーメガゾード・オリオンパワー（超装光ギンガイオー）
オリオンの光の力でギャラクシーメガゾードが強化された姿。オリオンサーベルが必殺武器。原語名称はオリオン・ギャラクシーメガゾード。
ブルゾード（重星獣ゴウタウラス）
マグナ・ガーディアンのゾード。本来の海外名称はトロゾード。玩具ではギャラクシーメガゾード同様、ダイキャストパーツがプラパーツに変更され、チェーンパーツが紐に変更されている。
マグナディフェンダー（重騎士）
マグナガーディアンがブルゾードの力で巨大化した姿。
マグナ・ブルゾード（合身獣士ブルタウラス）
マグナディフェンダーとブルゾードが合体した姿。原語名称はディフェンダー・トロゾード。
ロストギャラクシービースト（鋼星獣）
行方不明になっていたギャラクシービースト。デビオットに改造されリモコンで操られていた。リモコンを破壊されたことでレンジャーの元に渡る。
ストラトフォースメガゾード（ギガフェニックス）
鳥型宇宙生命体。スピード重視の戦法を得意とし、ブーメランが武器。複数の飛行機に分離できる。
ケンタウルスメガゾード（ギガライノス）
サイ型宇宙生命体。パワー重視の戦法を得意とし、レーザー銃が武器。複数の車に分離できる。
キャリアーゾード（ギガバイタス）
クジラ型宇宙生命体。体に付いた砲台が武器で、体に付いたハッチに分離した状態のストラトフォースメガゾードとケンタウルスメガゾードを格納できる。原語名称はゼニス・キャリアーゾード。
アストロ・ギャラクティック ・メガゾード
玩具のみのゾード。パワーレンジャー・イン・スペースのアストロメガシップの塗装変更品。発光ギミックが搭載された物と、省略された物の二種類が販売された。デルタ・メガゾードとの合体も完全に実現され、アストロ・ギャラクティック・デルタ・メガゾードにすることもできる。
ジェット・スライダー
アルファ6が開発した小型飛行機。ミサイルを装備している。原語名称はギャラクティック・スピーダー。マグナ・ガーディアン用のスライダーは玩具のみとなっている。
アストロサイクル
ギャラクシービーストを模したバイク。レッド・ブルー・グリーンレンジャー用の3種が登場。マグナ・ガーディアン用のサイクルは玩具のみとなっている。玩具ではレンジャーが装着するアーマーに変形するが、劇中には登場していない。
ハイパー・アーマードサイクル（ガレオパルサー）
レオとライオンギャラクシービーストの心が共鳴したことによりレッドレンジャー用のアストロサイクルが強化変身した形態。玩具ではバリーエーションとしてブルー、グリーン、ブラック（これのみパーツ変更がある）のバージョンも発売されている。原語名称はカプスラー・サイクル。
マグナ・ローター
マグナガーディアンの一輪バイク。玩具のみ。ビーロボカブタックのデンデンローラーの流用品。

## 装備
トランス・モーファー（ギンガブレス）
ギャラクシーレンジャーの変身ブレス。「GO!ギャラクティック」と叫ぶことで変身する。
ギャラクシー・サーベル（星獣剣）
3000年前にミリノイ星に宿ったとされる伝説の5本の剣。選ばれた者にしか引き抜くことは出来ない。引き抜いた者にギャラクシーレンジャーのパワーを与える。
ストーリーアークにおいては前作まで登場したゾードンが星に封印したと記述され、脚本上ではゾードンが古代の剣に力を与えたものと記述されている。
ギャラクシーロッド（獣撃棒）
デーモンが開発した棒状の武器。バズーカとしても使える他、オリオンの光で強化形体（新獣撃棒）に変形する。
ギャラクシークロー（自在剣・機刃）
ホーンが手に入れた五つの強力な武器。レンジャーたちが奪い、自分たちの戦力とした。五つがそれぞれ違う武器に変形することができる。五つのクローを合わせて放つギャラクシー・クロー・スターフォーメーションも強力な必殺技。そして、ガッサーのガスで石化したギャラクシー・ビーストにパワーを送り、強化して復活させた。
クロウライザー（キバカッター）
レッドレンジャーのクローが変形した短剣。
クロウショット（キバショット）
グリーンレンジャーのクローが変形した銃。
クロウフックス（キバクロー）
ブルーレンジャーのクローが変形した斧。
クロウカッター（キバナイフ）
イエローレンジャーのクローが変形した2本のナイフ。
クロウボウ（キバアロー）
ピンクレンジャーのクローが変形した弓。
ライトオブ・オリオンアーマー・パワーレンジャー（獣装光ギンガマン）
オリオンの光に選ばれたパワーレンジャーが強化変身した形態。
レッド・アーマードパワーレンジャー
怒りの戦士のキーの力でレッドレンジャーがパワーアップした姿。必殺のレーザーはモンスターを一撃で倒すほどの威力を持つ。
- ライトオブ・オリオンアーマー・パワーレンジャーのデザインにアメリカ側が「装備が足りない」と難色を示したことからこのアーマーが作られた。

マグナ・ガーディアン・モーファー
マグナ・ガーディアンとなったマイクが使用する変身ブレス。原語名称はマグナ・ディフェンダー・モーファー。「マグナパワー」と叫んで左手と右手のモーファーを合体させ、変身する。『五星戦隊ダイレンジャー』のオーラチェンジャーの流用。
マグナサーベル（ブルライアット）
マグナガーディアンのサーベル。銃としても使用可能。銃形態はマグナブラスターと呼ばれる。マグナガーディアンの死後は彼の魂からマイクが託されて使用している。

## 用語
テラ・ベンチャー
新世界に向かうために建造された都市型宇宙船。新世界に到着した後は、新世界の象徴となる予定である。だが、戦いが続くにつれてエンジンの機能に異常がきたし、これ以上の航行が不可能になったため、近隣にあった地球型の惑星（ミリノイ星）に着陸することが決定する。だが、トラキーナの最後の攻撃によりテラ・ベンチャーは破壊され、住人たちはシャトルでミリノイ星に移住した。
GSA
テラ・ベンチャーの運営を行っている組織。設定上では名称は銀河宇宙同盟（Galactic Space Alliance.）の略。
GSA警備隊員の服装は『スターシップ・トゥルーパーズ』の機動歩兵に似たデザインであり、同映画の撮影で使用されたヘルメットとアーマーが流用されている。
ミリノイ星（ギンガの森）
マヤの故郷。3000年前にギャラクシー・サーベルが宿ったと伝えられている。フリオの魔力により、星全体が石化された。最終回で再登場。石化した星は元に戻っていたが、住人たちは石化したままであった。そして、ギャラクシー・サーベルの力によって石化を解かれた後、テラ・ベンチャーの人々が移住した。
オリオンの光（ギンガの光）
マグナ・ガーディアンが3000年前に解き放った魔法のエネルギー。フリオが隠し場所と思われる洞窟を発見し、失敗の汚名を返上するために手に入れようとした。彼がいなくなった後はシントーがスコーピウスの命を受け、捜索し、パワーレンジャーとマグナガーディアンと奪い合いを繰り広げた。最終的に光は正義の心を持ったパワーレンジャーを選び、彼らの物となった。光の力でレンジャーの武器と能力を強化し、彼らをオリオン・パワーレンジャーに強化変身させた。ギャラクシーメガゾードも同様に強化し、ギャラクシーメガゾード・オリオンパワーに変化させた。後に、パワーレンジャー・ライトスピード・レスキューでもトラキーナに苦戦するオメガ・メガゾードを強化し、オメガ・メガゾード・オリオンパワーに変化させた。
ギャラクシーブック
謎のエイリアンに襲われた宇宙船にあった謎の本。ギャラクシービーストや、サベージソードなど、様々な情報が記述されている。そして、その中に記述されている禁断の呪文を唱えることでロスト・ギャラクシーに続く扉を開き、無限のパワーを手に入れることができるとされる。その際にロスト・ギャラクシーに引きずり込まれた場合は、禁断の呪文を逆から唱えることで脱出するための扉を開くことができる。
ロスト・ギャラクシー
宇宙でもっとも謎に包まれた異次元空間であり、通常の世界ではありえない現象が起こる（例：咲いている花が種に戻るなど）。迷い込んだ者は二度と戻ることはできないと伝えられている。この世界はキャプテン・バウンティーが支配しており、迷い込んだ人々を奴隷として酷使している。

## キャスト

### レギュラー・準レギュラー
- レオ・コービット/レッドレンジャー - ダニー・スラヴィン（日本語吹替 - 小川輝晃）
- デーモン・ヘンダーソン/グリーンレンジャー - レッジー・ロル（小野塚貴志）
- カイ・チェン/ブルーレンジャー - アーチー・カオ（前原一輝）
- マヤ/イエローレンジャー - セリーナ・ヴィンセント[注釈 3]（田中恵理）
- ケンドリックス・モーガン/ピンクレンジャー - バレリー・ヴァーノン[注釈 4]（松岡由貴）
- カローン/ピンクレンジャー - メロディ・パーキンス（折笠愛）
- マイク・コービット/マグナ・ガーディアン - ラッセル・ローレンス（土田大）
- マグナ・ガーディアンの声 - ケリガン・メイハン（佐々木誠二）
- アルファ6の声 - ウェンディー・リー（まるたまり）
- ディナの声 - ジュリー・マッダレーナ（小田木美恵）
- スタントン司令官 - トム・ホワイト（谷昌樹）
- レニエール総督 - ベティ・ハンキンズ（あかり）
- ブロディ議員 - ジャック・ベッツ（北川勝博）
- ジャスパー - エド・ニール（大山昇）
- ジェラ - リチャード・グラント（木村雅史）
- バルク - ポール・シュリアー（大山昇）
- エリオット・フェノーメナス - ジャック・バニング（北川勝博）
- トラキーナ - エイミー・ミラー（朝倉佐知）
- スコーピウスの声 - キム・ストラウス（谷昌樹）
- フリオの声 - トム・ワイナー（高橋翔）
- シントーの声 - デレク・スティーヴン・プリンス（長谷部浩一）
- デビオットの声 - ボブ・パーペンブルック（風間勇刀）
- ビラマックスの声 - デイヴィッド・ロッジ（斉藤次郎）
- ケグラーの声 - リチャード・カンシーノ（飛鳥井豊）
- キャンプテン・バウンティの声 - マイク・レイノルズ（諸角憲一）
- バーバラックスの声 - リチャード・エプカー（谷昌樹）
- ヘクスバの声 - ラジア・バロウディ（喜田あゆ美）

### 主なゲスト出演者
- スカル（1） - ジェイソン・ナーヴィー
- 老婆（1） - オードリー・ゲルファント（望木祐子）
- 強盗（1） - ルーク・ラフォンテーヌ（藤本隆行）
- 少女（1） - ケリー・アン・ケルソ
- マシュー（5） - （松井のり子）
- マシューの母（5） - （皆川純子）
- キャロル・ピケッツ（7） - バレリー・ヴァーノン（松岡由貴）
- ハンナ（8）（髙月希海）
- ジョディー・スタントン（8、25） - ロザリオ・グル（荒井静香）
- ゼータ（10、14 - 16[注釈 5]） - ライアン・ジェームズ（城雅子）
- 女の子（12） - ゲイリー・サンダース、ライサ・フェルナンデス（望月久代、中山依里子）
- コリンズ（18） - エリッサ・ラメイド（桜澤凛）
- ハーガン（18） - ジェフ・ハイタワー（伊藤栄次）
- 救助隊員（18） - ダニー・ウェイン・スタルカップ
- コヴァク博士（19、35） - スティーヴン・メンデル（風間勇刀）
- 子供の頃のマヤ（23） - ブルック・ウィン
- シャンドラ（23） - エリザベス・レビン（浅野るり）
- 子供の頃のシャンドラ（23） - セリナ・ミュールバウアー
- ジンジャー（28） - エティー・ラウ（後藤邑子）
- コルビー（28） - ジョン・コヤマ（河本邦弘）
- アンドロス/スペースレッドレンジャー（30・31） - クリストファー・カイマン・リー（保志総一朗）
- セオドア・ジェイ・ジャービス・ジョンソン/スペースブルーレンジャー（30・31） - セルウィン・ウォード（岸祐二）
- カルロス・ヴァラーツ/スペースブラックレンジャー（30・31） - ロジャー・ヴェラスコ（滝下毅）
- アシュレー・ハモンド/スペースイエローレンジャー（30・31） - トレーシー・リン・クルーズ（小林沙苗）
- キャシー・チャン/スペースピンクレンジャー（30・31） - パトリシア・ジャ・リー（藤原美央子）
- オークション司会者（32） - マイケル・ソリッチ（土田大）
- ルントウズ（32） - デヴィッド・グズマン
- 怒りの戦士（33） - ジェームズ・リュー（飯島肇）
- バクスター（34） - ベニー・グラント（鳥海浩輔）
- ギャラクシーブックの守護戦士（35） - マティーアス・ヒューズ（花田光）
- ラムシー（35） - キャリー・スコット（小野塚貴志）
- ロスト・ギャラクシーの幽霊（36） - ウィリアム・バセット
- ヘイリー（36） - アナリザ・ブロス（小田木美恵）
- ベンジャミン（36） - ジョン・F・ゴフ（高橋翔）
- シンディ（44） - アリソン・オダネル（まるたまり）
- シンディの母親（44） - アリソン・オダネル（小田木美恵）

### スーツアクター・スタント
- レッドレンジャー[22]、マグナ・ガーディアン[22]、スペースレッドレンジャー - 前田浩
- レッドレンジャー[6][23]（代役[注釈 6]）、グリーンレンジャー[25]、ブルーレンジャー[26]、スペースブラックレンジャー[27]、ビラマックス - 本間崇寛
- レッドレンジャー[28][29]、グリーンレンジャー[30] - 飯塚吉夫
- ブルーレンジャー[31]- 宮崎高春
- ブルーレンジャー[32] - スペンサー・サノ
- イエローレンジャー[33] - 野口彰宏
- ピンクレンジャー[34]、スペースピンクレンジャー[35]、ケグラー[36] - 横山和博
- アルファ6（第2 - 11、38話[37]） - ドネニ・キストラー
- アルファ6（第14、15、27、28話[37]） - ホステル・カープ
- アルファ6（第29、30、32、33、39 - 45話[37]） - ミシェル・ティルマン
- デビオット[38] - エド・ニール
- サイコレッド[39]、トラキーナ（スタントダブル[39]） - 中村忠弘
- その他スタント - ダニー・ウェイン・スタルカップ、ルーベン・ラングダン、ルーク・ラフォンティーヌ、デヴィッド・ウォルド他

## スタッフ
- 製作総指揮 - ハイム・サバン、シュキ・レヴィ
- プロデューサー - ジョナサン・ヅァクワー
- 共同プロデューサー - ジャド・リン、坂本浩一、スコット・ページ＝パグター、ポール・F・ローゼンタール
- ストーリーエディター - ジャド・リン、ジャッキー・マーチャンド（補佐）
- 音楽 - シュキ・レヴィ、クッサ・マーチ、リオ・ロズナー、ジェレミー・スウィート、イノン・ジュール
- 撮影監督 - イアン・ローゼンバーグ
- アクション監督/アクション・コレオグラファー/スタント・コーディネーター - 坂本浩一、横山誠
- セカンドユニット撮影監督 - ショーン・マクリーン
- 編集 - ロナルド・ラビーン、リチャード・ブラッケン、ビリー・ディシコ
- ADRディレクター - スコット・ページ＝パグター、デヴィッド・ウォルシュ
- プロダクション・デザイナー：ジュリー・ボルダー
- キャスティング - アリス・ハンプトン
- 製作責任者 - エリック・S・ロールマン
- 原作 - 八手三郎
- アディショナル・フッテージ・ディレクター - 小中肇、長石多可男、渡辺勝也、諸田敏、佛田洋
- 制作 - ルネサンス・アトランティック・エンターテイメント、東映、MMPRプロダクションズ
- 配給 - サバン・エンターテイメント（国際配給 - サバン・インターナショナル）、Fox Kids

### 日本語版制作スタッフ
- 演出 - 甲斐樹美子
- 翻訳 - 中村紀美子、古瀬由紀子
- 調整 - 小出善司
- 担当 - 藤岡愛
- 編集スタジオ - ムービーテレビジョン・スタジオ※ノンクレジット[14]
- 製作 - 遠藤雅義、古玉國彦
- 監修 - 鈴木武幸、若松豪
- 配給 - 東映
- 制作 - 東映、ムービーテレビジョン

## 各話リスト
| 話数 | サブタイトル                            | サブタイトル                   | 登場モンスター | 監督                   | 脚本                                  | 放送日        | 放送日        |
| 話数 | 邦題                                    | 原題                           | 登場モンスター | 監督                   | 脚本                                  | 北米          | 日本          |
| ---- | --------------------------------------- | ------------------------------ | --- | ---------------------- | ------------------------------------- | ------------- | ------------- |
| 1    | ギャラクシー・サーベルを求めて （前編） | Quasar Quest Part I            | フリオ | ジョナサン・ヅァクワー | ジャド・リン                          | 1999年 2月6日 | 2001年 9月2日 |
| 2    | ギャラクシー・サーベルを求めて （後編） | Quasar Quest Part II           | フリオ | ジョナサン・ヅァクワー | ジャド・リン                          | 2月13日       | 9月9日        |
| 3    | ギャラクシー・ビースト救出作戦          | Race to the Rescue             | ブラント（声 - カーク・ソーントン/吹替 - 佐々木健） ラッドスター（コルシザー） （声 - ボブ・パーペンブルック / 吹替 - 坂本一）                                                        | ワース・キーター       | ジャド・リン                          | 2月20日       | 9月16日       |
| 4    | 赤いルーキー                            | Rookie In Red                  | ホーン（バクター） （吹替 - 佐々木健） | ワース・キーター       | ジャド・リン                          | 2月27日       | 9月23日       |
| 5    | 地球に帰りたい                          | Homesick                       | ガッサー（タグレドー） （声 - デイヴ・マロウ/吹替 - 徳山靖彦） | ブライアー・トリュー   | ジャド・リン                          | 3月6日        | 9月30日       |
| 6    | オリオンの光                            | The Lights of Orion            | ミュータントラム（煙ヱ門） （声 - ロバート・アクセルロッド/吹替 - 川村拓央） | ブライアー・トリュー   | ジャド・リン ジャッキー・マーチャンド | 3月13日       | 10月14日      |
| 7    | ケンドリックスは大スター!?              | Double Duty                    | ワイズウィザード（札僧正） （声 - エズラ・ワイズ / 吹替 - 河相智哉） | ブライアー・トリュー   | ジャド・リン                          | 3月20日       | 10月21日      |
| 8    | 恋する戦士                              | The Blue Crush                 | クエイク・メイカー（ネイカー） （声 - マイケル・ソリッチ / 吹替 - 河相智哉） | ブライアー・トリュー   | ジャド・リン                          | 3月27日       | 10月28日      |
| 9    | 謎の戦士                                | The Magna Defender             | フリオ スターコッグ（傀儡太夫） （吹替 - 高橋翔） ラップトール（ドルマー） （声 - ブライアン・シッダール/吹替 - 高橋翔） サムロン（壊力坊） （声 - カーク・ソーントン/吹替 - 谷昌樹） | 坂本浩一               | ジャド・リン                          | 4月3日        | 11月4日       |
| 10   | 復讐の序曲                              | The Sunflower Search           | フィッシュフェイス（砂爆盗） （声 - リチャード・エプカー / 吹替 - 中嶋一成） スレッジ（トルバドー） （吹替 - 谷昌樹）                                                                 | 田﨑竜太               | ジル・ドネラン                        | 4月10日       | 11月11日      |
| 11   | 孤独な戦い                              | Silent Sleep                   | チリーフィッシュ（氷度笠） （声 - トニー・ロビンソン/吹替 - 佐田明） | ブライアー・トリュー   | ジル・ドネラン                        | 4月17日       | 11月18日      |
| 12   | 希望の光                                | Orion Rising                   | デストラクソ（怒涛武者） （声 - ニール・キャプラン / 吹替 - 飛鳥井豊） | 田﨑竜太               | デニス・スキナー                      | 5月1日        | 11月25日      |
| 13   | オリオン再び                            | Orion Returns                  | デストラクソ インパストラ（メドウメドウ） （声 - ナンシー・ヴァン・イダスタイン/吹替 - 小田木美恵）                                                                                   | 田﨑竜太               | ジャド・リン ジャッキー・マーチャンド | 5月8日        | 12月2日       |
| 14   | 五人で一つ                              | Shark Attack                   | シントー レッドシャーク（鬼丸） （声 - パトリック・トーマス/吹替 - くわはら利晃） グリーンシャーク（闇丸） （声 - トム・ファーン / 吹替 - 羽柴秀矢）                                  | 田﨑竜太               | ジャッキー・マーチャンド              | 5月15日       | 12月9日       |
| 15   | 正義の心                                | Redemption Day                 | フリーキーチキ（ワンガワンガ） （声 - ブレイク・トーニー/吹替 - 高橋伸也） | 田﨑竜太               | ジャド・リン ジャッキー・マーチャンド | 5月22日       | 12月16日      |
| 16   | それぞれの運命                          | Destined For Greatness         | スケルクロン（ゲルトゲルト） （声 - ダグ・ストーン / 吹替 - 米田直嗣） | 田﨑竜太               | ジャド・リン                          | 9月25日       | 12月23日      |
| 17   | 盗まれた美                              | Stolen Beauty                  | クラマミー（モルグモルグ） （声 - ウィリアム・バトラー/ 吹替 - 伊藤栄次） | 田﨑竜太               | ジャド・リン                          | 10月2日       | 12月30日      |
| 18   | レスキュー危機一髪                      | The Rescue Mission             | 正体不明のエイリアン（声 - カーク・ソーントン / 吹替 - ） | スティーブ・ワン       | ジャド・リン                          | 10月9日       | 2002年 1月6日 |
| 19   | ロスト・ギャラクシービースト （前編）   | The Lost Galactabeasts Part I  | ロスト・ギャラクシー・ゾード ハードチョーク（バルキバルキ） （声 - ケン・メルクス / 吹替 - 土屋利秀）                                                                                 | 田﨑竜太               | ジャド・リン                          | 10月16日      | 1月13日       |
| 20   | ロスト・ギャラクシービースト （後編）   | The Lost Galactabeasts Part II | ロスト・ギャラクシー・ゾード ハードチョーク（バルキバルキ） （声 - ケン・メルクス / 吹替 - 土屋利秀）                                                                                 | 田﨑竜太               | ジャド・リン                          | 10月22日      | 1月20日       |
| 21   | 王座を継ぐ者                            | Heir to the Throne             | スコーピウス | ジョナサン・ヅァクワー | ジャド・リン                          | 10月23日      | 1月27日       |
| 22   | 復讐のトラキーナ                        | An Evil Game                   | クバック（砲烈道） （声 - スティーヴ・アポストルイナ/吹替 - 斉藤瑞樹） テクサ（虚無八） （声 - キム・ストラウス/吹替 - 飛鳥井豊）                                                     | 坂本浩一               | ジャド・リン                          | 10月25日      | 2月3日        |
| 23   | ミリノイ星の思い出                      | Memories of Mirinoi            | ライコン（デスフィアス） （声 - キャロル・ホイト / 人間態 - エリザベス・レビン / 吹替 - 浅野るり）                                                                                    | ジム・マーサーズ       | ジャド・リン                          | 10月26日      | 2月10日       |
| 24   | グリーンの勇気                          | Green Courage                  | キャノンボール（ボンブス） （声 - トム・ワイナー/吹替 - 斉藤次郎） | 田﨑竜太               | ジル・ドネラン                        | 10月27日      | 2月17日       |
| 25   | ブルーの試練                            | Blue to the Test               | アイシーエンジェル（ヒエラヒエラ） （声 - バーバラ・グッドソン/吹替 - 出口佳代） | 田﨑竜太               | ジャド・リン                          | 10月28日      | 2月24日       |
| 26   | トップレーサーは誰だ                    | Mean Wheels Mantis             | モーターマンティス（マンディガー） （声 - マイケル・マコノヒー/吹替 - 青山穣） | ワース・キーター       | ジャド・リン                          | 10月29日      | 3月3日        |
| 27   | マヤと老戦士                            | Loyax' Last Battle             | ロイヤックス（デギウス） （声 - サイモン・プレスコット/吹替 - 手塚秀彰） | ワース・キーター       | ジャド・リン                          | 11月1日       | 3月10日       |
| 28   | レオの恋人                              | A Red Romance                  | マロンダ（メルダメルダ） （声 - ブライアン・シッダール/吹替 - 水落幸子） | 坂本浩一               | ジャド・リン                          | 11月2日       | 3月17日       |
| 29   | 敵は自分!?                              | The Chameliac Warrior          | カメリアック（ゴビース） （声 - トム・ファーン/吹替 - 遊佐浩二） センティピード・モンスター（ドレッドレッダー）                                                                       | 田﨑竜太               | ジャド・リン                          | 11月3日       | 3月24日       |
| 30   | 最強の助っ人                            | To the Tenth Power             | サイコレンジャー | 田﨑竜太               | ジャド・リン                          | 11月4日       | 3月31日       |
| 31   | ケンドリックスの魂                      | The Power of Pink              | サイコピンク | 田﨑竜太               | ジャド・リン                          | 11月5日       | 4月7日        |
| 32   | サーベルを継ぐ者                        | Protect the Quasar Saber       | アイロナイト（ダングス） （声 - エディ・フライアーソン/吹替 - 岸祐二） スパイカーカ（グリンジー） （声 - ブレット・ウォルコウ/吹替 - 飛鳥井豊）                                       | ジョナサン・ヅァクワー | ジャド・リン                          | 11月8日       | 4月14日       |
| 33   | 過去を乗り越えて                        | Facing the Past                | マグネトックス（マグダス） （声 - デイヴ・マロウ/吹替 - 隈本吉成） | 坂本浩一               | ジャド・リン                          | 11月9日       | 4月21日       |
| 34   | チーフは君だ!                           | Turn Up The Volume             | デジバット（ストイジー） （声 - キム・ストラウス/吹替 - 樫井笙人） | 坂本浩一               | ジャド・リン ジャッキー・マーチャンド | 11月10日      | 4月28日       |
| 35   | 禁断の呪文                              | Enter The Lost Galaxy          | デビオット | ジョナサン・ヅァクワー | ジャド・リン                          | 11月11日      | 5月5日        |
| 36   | 襲来!宇宙海賊                           | Beware The Mutiny              | ロケットロン（ミザルス） （声 - グレン・マクドゥーガル/吹替 - 飛鳥井豊） グランチャー（地球魔獣）                                                                                     | 田﨑竜太               | ジャド・リン                          | 11月12日      | 5月12日       |
| 37   | 総力決戦!                               | Grunchor on The Loose          | グランチャー | 田﨑竜太               | ジャド・リン                          | 11月15日      | 5月19日       |
| 38   | 戦いの軌跡                              | Until Sunset                   | ロジョモン（トカスズラ） （声 - ランディー・スウェドリック/吹替 - 土田大） | 坂本浩一               | ジャド・リン                          | 11月16日      | 5月26日       |
| 39   | 悪夢からの脱出                          | Dream Battle                   | ナイトメア・モンスター（ザッカス） （声 - ウォルター・エマニュエル・ジョーンズ/吹替 - 土田大）                                                                                        | ワース・キーター       | ジル・ドネラン                        | 11月17日      | 6月2日        |
| 40   | モンスター・バトルロワイヤル            | Hexba’s Graveyard              | ヘクスバ 再生モンスター軍団 | ワース・キーター       | ジャド・リン デニス・スキナー         | 11月18日      | 6月9日        |
| 41   | 巨竜を倒せ!                             | Raise The Titanisaur           | タイタニザウルス | ジャド・リン           | ジャド・リン                          | 11月19日      | 6月16日       |
| 42   | 銀河へのエスケイプ                      | Escape the Lost Galaxy         | キャプテン・バウンティー バーバラックス | ジャド・リン           | ジャド・リン                          | 12月3日       | 6月23日       |
| 43   | 希望の新世界                            | Journey's End Part I           | スティング・ウィンガー軍団 | 田﨑竜太               | ジャド・リン                          | 12月16日      | 6月30日       |
| 44   | 最後の選択                              | Journey's End Part II          | スティング・ウィンガー軍団 | 田﨑竜太               | ジャド・リン                          | 12月17日      | 7月7日        |
| 45   | 旅の終わり                              | Journey's End Part III         | トラキーナ | 田﨑竜太               | ジャド・リン                          | 12月18日      | 7月14日       |

## ロスト・エピソード
『Power Rangers The Lost Episode』は、1999年5月22日にフォックス放送で放送された特番。日本未放送。
- 『マイティ・モーフィン・パワーレンジャー』に出演したオースチン・セント・ジョンとウォルター・エマニュエル・ジョーンズが司会を務め、シリーズの歴史を振り返る映像と第1作のパイロット版が放送された。
- プロデューサー・監督・脚本：トニー・オリバー。

## 映像ソフト化

### アメリカ合衆国
Power Rangers Lost Galaxy - The Power of Teamwork Overcomes All（VHS）
第1 - 3話を収録。1999年7月27日発売。リリースは20世紀フォックス ホーム エンターテイメント。
Power Rangers Lost Galaxy Return of the Magna Defender（VHS）
第9・10・12・13・15話を収録。1999年12月7日発売。リリースは20世紀フォックス ホーム エンターテイメント。2002年にリリース元をブエナ・ビスタ・ホーム・エンターテイメントに変更して再リリースされた。
The Best of the Power Rangers - The Ultimate Rangers（DVD）
シリーズ傑作選DVD。第30話を収録。2003年4月1日発売。リリースはブエナ・ビスタ・ホーム・エンターテイメント。
Power RangersFrom Mighty Morphin to Lost Galaxy（DVD）
『MMPR』から『ロスト・ギャラクシー』までを収録したDVDセット。2012年8月6日発売。リリースはシャウト・ファクトリー!。
Power RangersSeasons Four - Seven（DVD）
『ジオ』から『ロスト・ギャラクシー』までを収録したDVDセット。2013年7月30日発売。リリースはシャウト・ファクトリー!。

### 日本
パワーレンジャー・ロスト・ギャラクシー：全11巻（VHS、二ヵ国語収録、クローズドキャプション対応）
レンタル専用。リリースは東映ビデオ。